# Angiopteris
Angiopteris är ett släkte av kärlväxter. Angiopteris ingår i familjen Marattiaceae.

## Bildgalleri

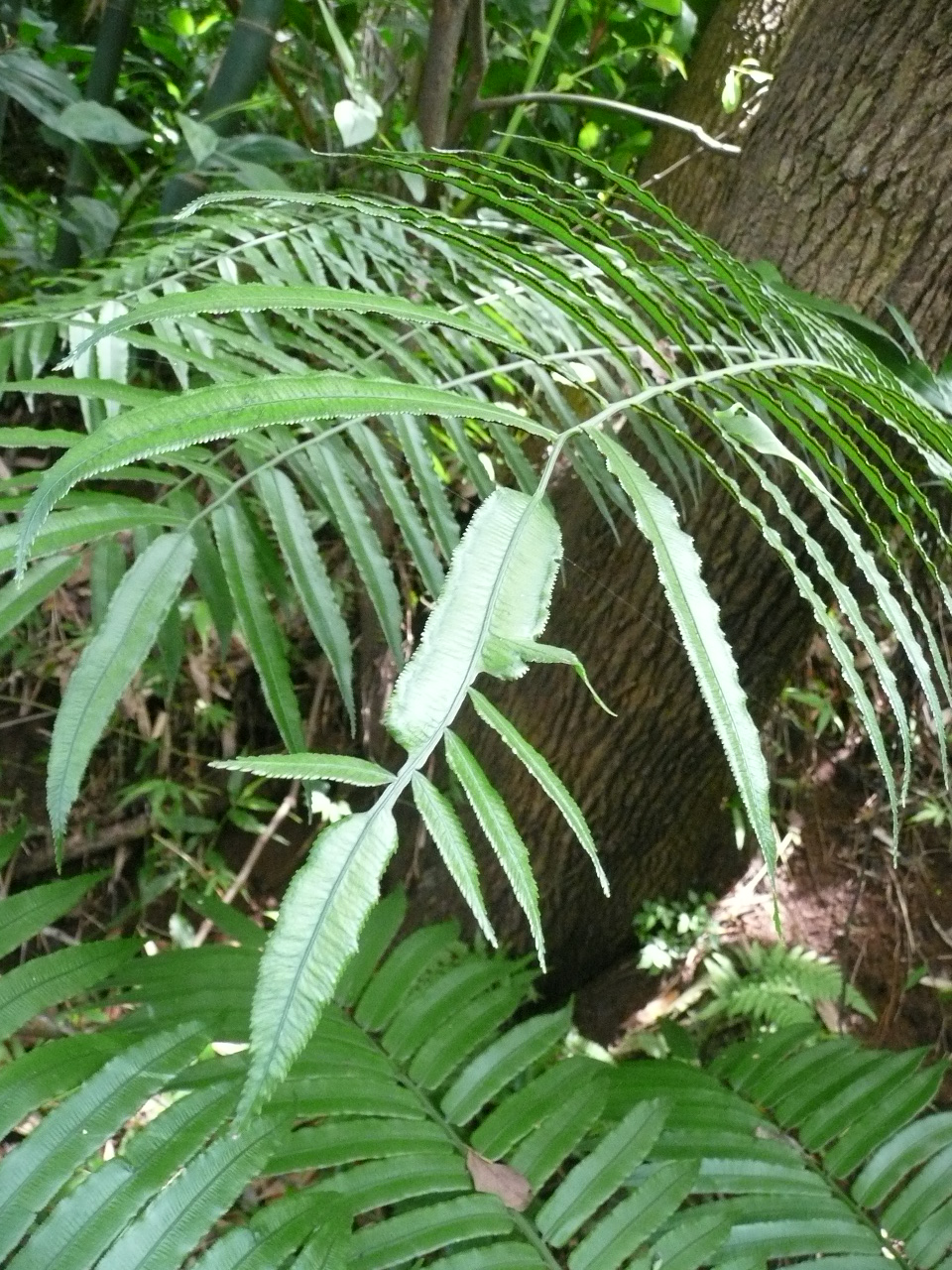
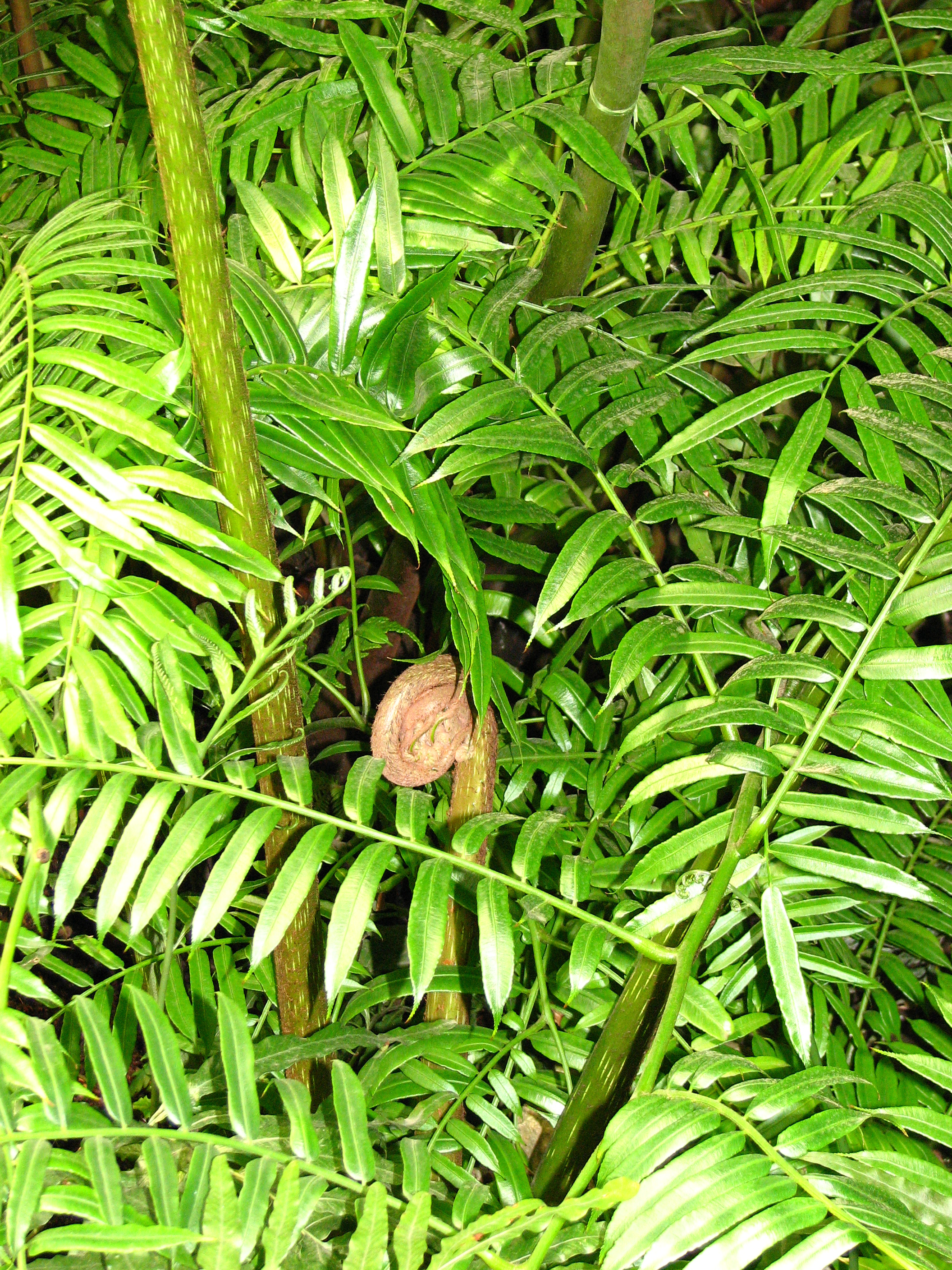
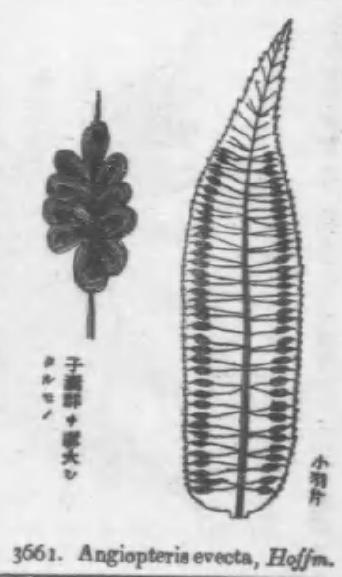
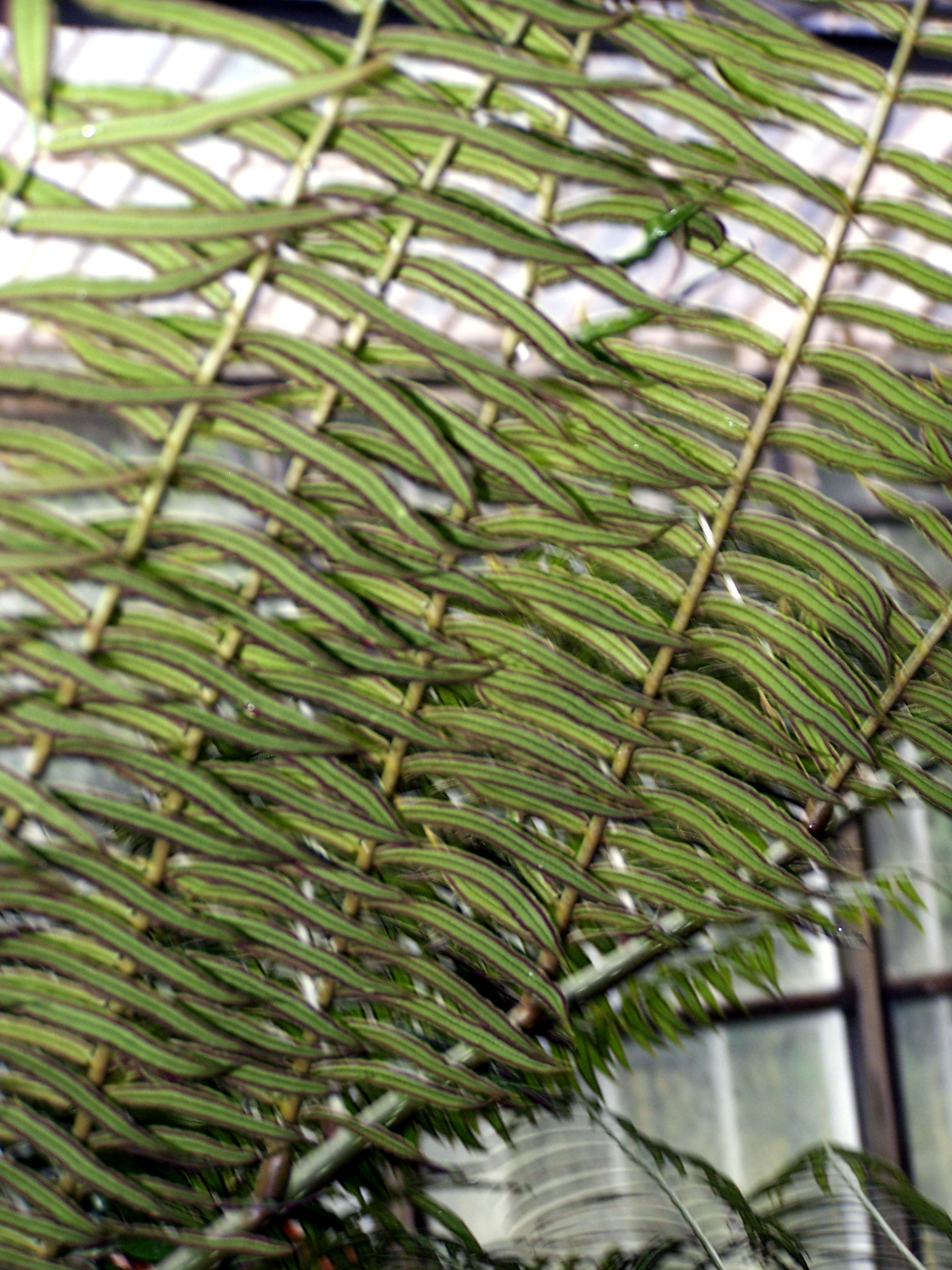
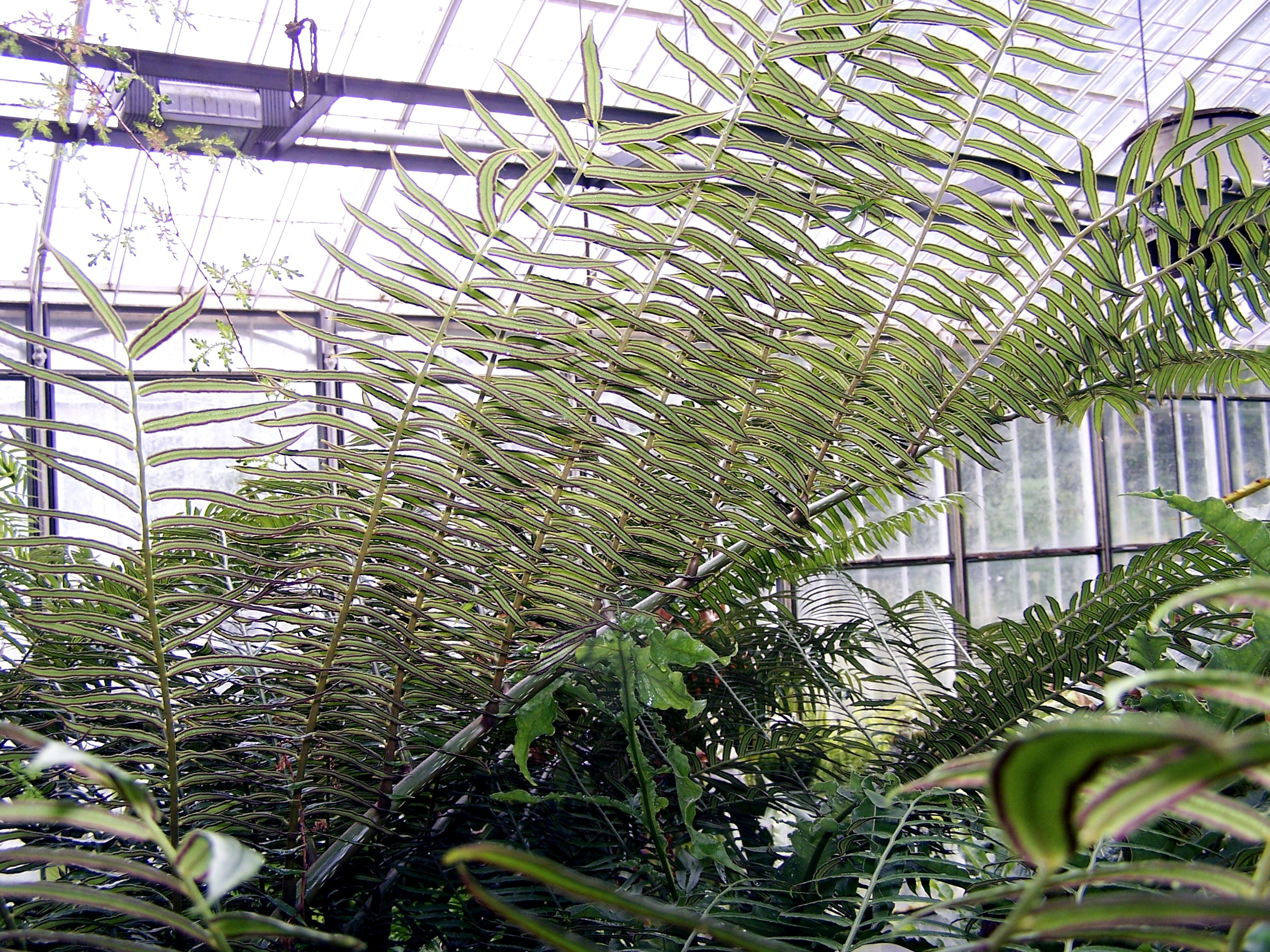
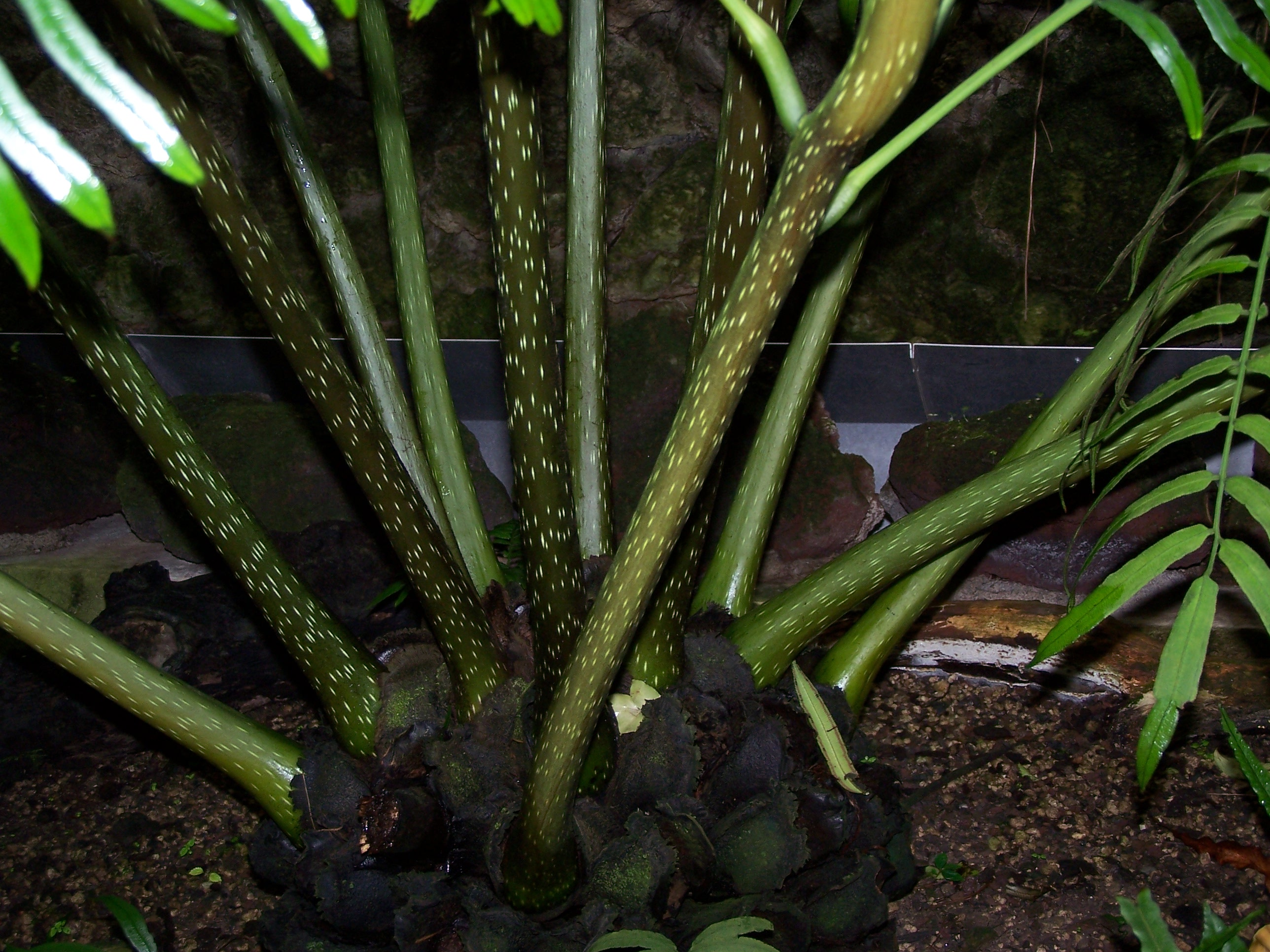

## Dottertaxa tillAngiopteris, i alfabetisk ordning[1]
- Angiopteris acutidentata
- Angiopteris annamensis
- Angiopteris bipinnata
- Angiopteris brooksii
- Angiopteris cadierei
- Angiopteris caudatiformis
- Angiopteris caudipinna
- Angiopteris chauliodonta
- Angiopteris chingii
- Angiopteris cochinchinensis
- Angiopteris confertinervia
- Angiopteris crinita
- Angiopteris danaeoides
- Angiopteris dianyuecola
- Angiopteris elliptica
- Angiopteris esculenta
- Angiopteris evecta
- Angiopteris ferox
- Angiopteris fokiensis
- Angiopteris hainanensis
- Angiopteris helferiana
- Angiopteris hokouensis
- Angiopteris holttumii
- Angiopteris inconstanti
- Angiopteris indica
- Angiopteris itoi
- Angiopteris javanica
- Angiopteris latipinna
- Angiopteris lygodiifolia
- Angiopteris madagascariensis
- Angiopteris marchionica
- Angiopteris microura
- Angiopteris oblanceolata
- Angiopteris opaca
- Angiopteris palmiformis
- Angiopteris paucinervis
- Angiopteris pruinosa
- Angiopteris rapensis
- Angiopteris remota
- Angiopteris smithii
- Angiopteris somae
- Angiopteris sparsisora
- Angiopteris subcuspidata
- Angiopteris subrotundata
- Angiopteris tonkinensis
- Angiopteris undulatostriata
- Angiopteris wallichiana
- Angiopteris wangii
- Angiopteris versteegii
- Angiopteris winkleri
- Angiopteris yunnanensis